# Castelnau-de-Médoc
Pour les articles homonymes, voir Castelnau et Médoc (homonymie).
Castelnau-de-Médoc est une commune du Sud-Ouest de la France, située dans le département de la Gironde, en région Nouvelle-Aquitaine.
Les habitants en sont les Castelnaudais.

## Géographie

### Localisation
La commune de Castelnau-de-Médoc, traversée par le 45e parallèle nord, est de ce fait située à égale distance du pôle Nord et de l'équateur terrestre (environ 5 000 km).
Commune de l'aire d'attraction de Bordeaux située dans le Médoc entre vigne et forêt des Landes de Gascogne. À 10 km à l'ouest de l'estuaire de la Gironde, 31 km à l'est de l'océan Atlantique et à 29 km au nord-ouest de Bordeaux, elle se trouve sur la route départementale 1215, anciennement N.215, ex D.1, route importante traversant le Médoc entre Bordeaux et la pointe de Grave.

### Communes limitrophes

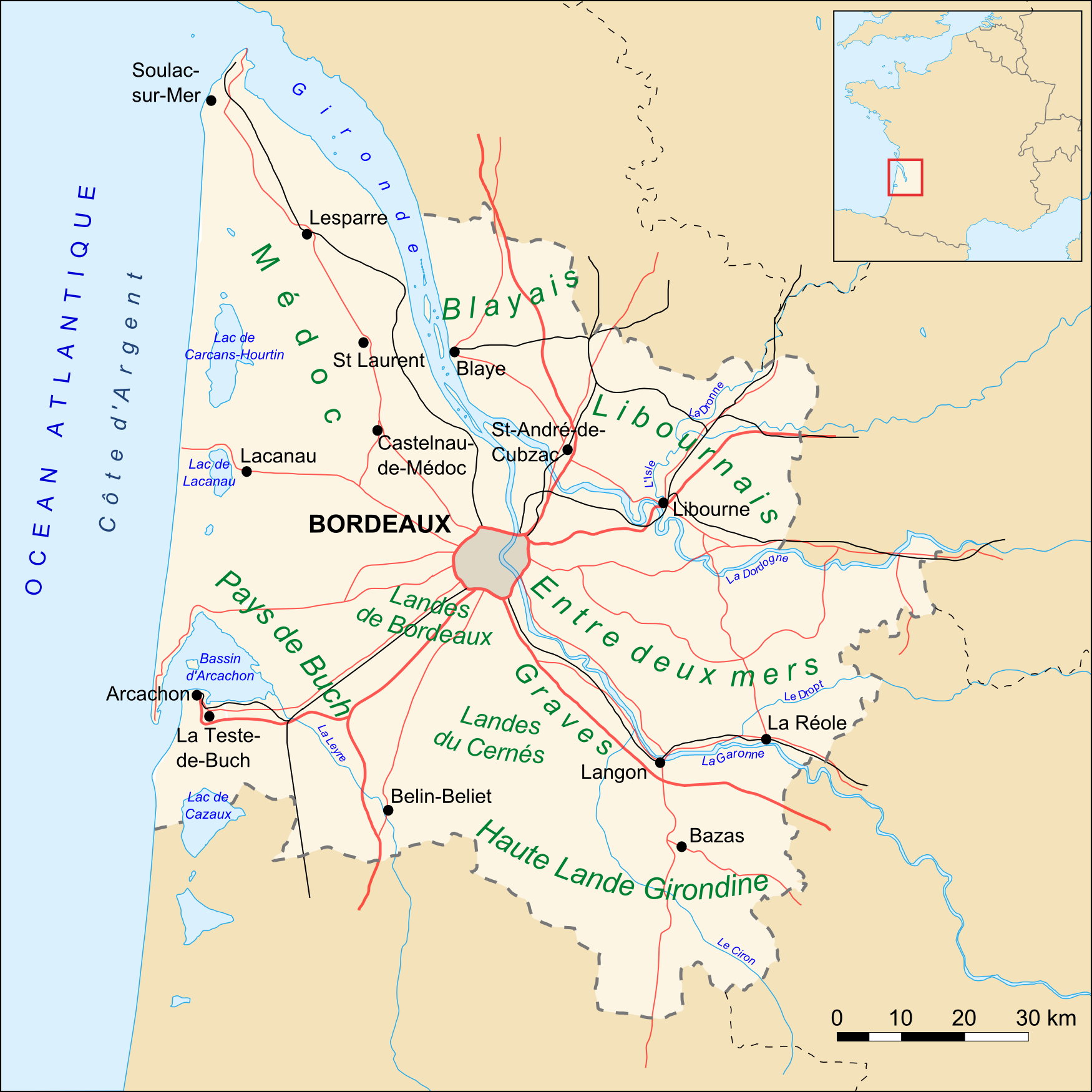
Castelnau-de-Médoc en Gironde.

Les communes limitrophes sont Moulis-en-Médoc, Avensan, Sainte-Hélène et Salaunes.
|               | Moulis-en-Médoc    |         |
| Sainte-Hélène | Castelnau-de-Médoc | Avensan |
|               | Salaunes           |         |

### Climat
Pour des articles plus généraux, voir Climat de la Nouvelle-Aquitaine et Climat de la Gironde.
Historiquement, la commune est exposée à un climat océanique aquitain.
En 2020, Météo-France publie une typologie des climats de la France métropolitaine dans laquelle la commune est exposée à un climat océanique et est dans la région climatique Littoral charentais et aquitain, caractérisée par une pluviométrie élevée en automne et en hiver, un bon ensoleillement, des hiver doux (6,5 °C), soumis à la brise de mer.
Pour la période 1971-2000, la température annuelle moyenne est de 12,8 °C, avec une amplitude thermique annuelle de 13,8 °C. Le cumul annuel moyen de précipitations est de 934 mm, avec 12,4 jours de précipitations en janvier et 6,8 jours en juillet. Pour la période 1991-2020, la température moyenne annuelle observée sur la station météorologique la plus proche, située sur la commune de Salaunes à 10 km à vol d'oiseau, est de 13,3 °C et le cumul annuel moyen de précipitations est de 1 007,0 mm,. Pour l'avenir, les paramètres climatiques de la commune estimés pour 2050 selon différents scénarios d’émission de gaz à effet de serre sont consultables sur un site dédié publié par Météo-France en novembre 2022.

## Urbanisme

### Typologie
Au 1er janvier 2024, Castelnau-de-Médoc est catégorisée bourg rural, selon la nouvelle grille communale de densité à sept niveaux définie par l'Insee en 2022.
Elle appartient à l'unité urbaine de Castelnau-de-Médoc, une unité urbaine monocommunale constituant une ville isolée,. Par ailleurs la commune fait partie de l'aire d'attraction de Bordeaux, dont elle est une commune de la couronne,. Cette aire, qui regroupe 275 communes, est catégorisée dans les aires de 700 000 habitants ou plus (hors Paris),.

### Occupation des sols

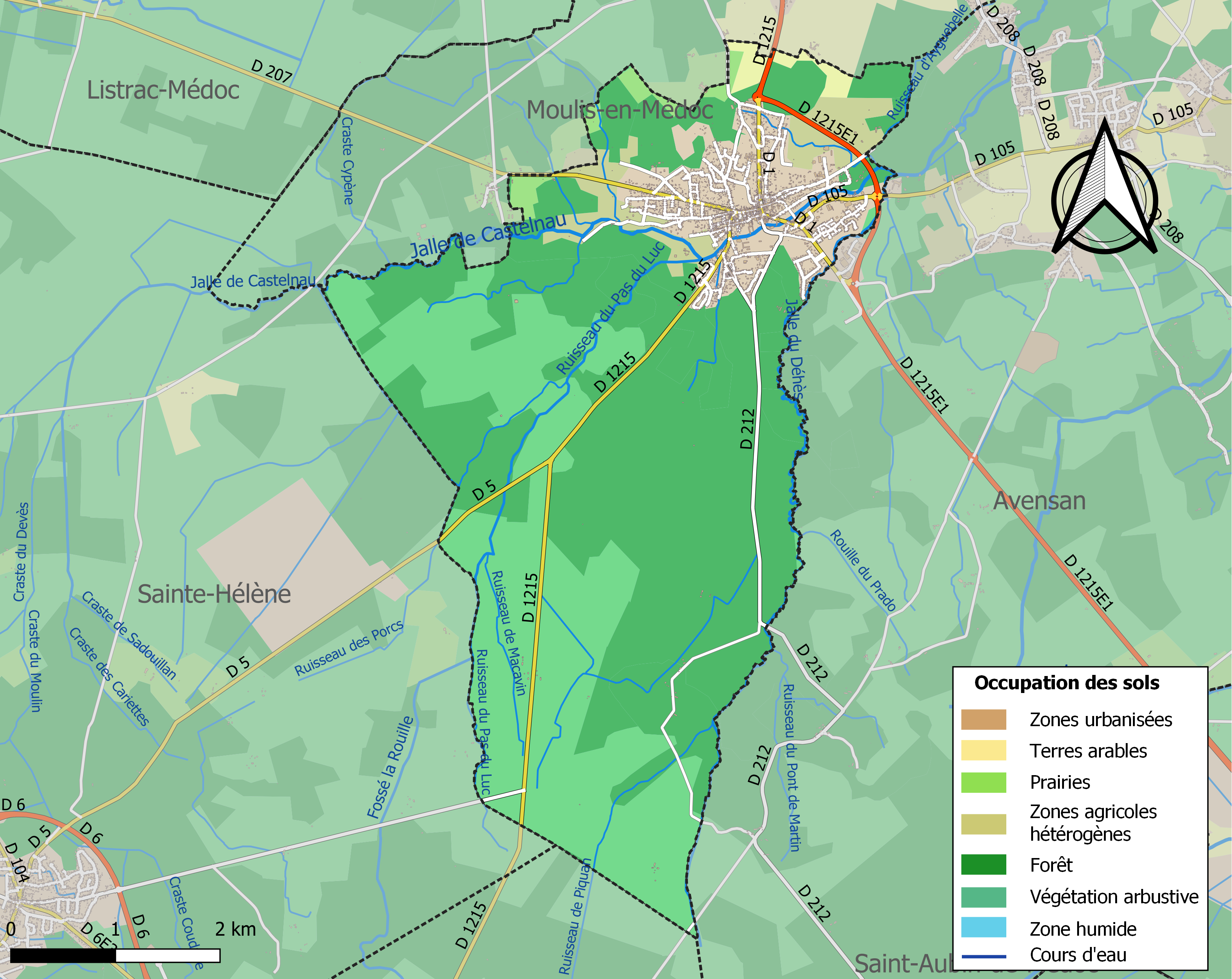
Carte des infrastructures et de l'occupation des sols de la commune en 2018 (CLC).

L'occupation des sols de la commune, telle qu'elle ressort de la base de données européenne d’occupation biophysique des sols Corine Land Cover (CLC), est marquée par l'importance des forêts et milieux semi-naturels (83,3 % en 2018), une proportion sensiblement équivalente à celle de 1990 (82,8 %). La répartition détaillée en 2018 est la suivante : 
forêts (51,4 %), milieux à végétation arbustive et/ou herbacée (31,9 %), zones urbanisées (10,2 %), zones agricoles hétérogènes (4,5 %), prairies (1,2 %), cultures permanentes (0,9 %). L'évolution de l’occupation des sols de la commune et de ses infrastructures peut être observée sur les différentes représentations cartographiques du territoire : la carte de Cassini (XVIIIe siècle), la carte d'état-major (1820-1866) et les cartes ou photos aériennes de l'IGN pour la période actuelle (1950 à aujourd'hui).

## Toponymie
Le toponyme est documenté sous les formes latines Castrum Novum (nominatif, 1273), Castro Novo (ablatif, 1278)...
En roman (donc ici en gascon), le nom devient logiquement casteth nau (du latin castellum novum) 'château neuf'. Le nom officiel adopte la forme languedocienne castel nau jugée à l'époque plus « prestigieuse » (car plus proche du latin).
Les toponymes « château neuf » « désignent des « bourgs castraux » créés entre le XIe et le XIIIe siècle dans une phase de défrichements » et de redistributions de population.
Après s'être appelée : Castel-Nau, Château-Neuf, Castelnau, en 1957, le nom de la ville s'est singularisé en Castelnau-de-Médoc.
Le nom gascon est Castèth Nau (dau Medòc) /kastet naw/.
Castelnau-de-Médoc étant en Médoc, pays gascon, la plupart des lieux-dits anciens y sont explicables par le gascon, par exemple la Herreyre, le Barrail, les Arneys, Campet, Casse bigney, Garric soulet, Grand Casaou, Hourton, la Bernède, le Bernada, le Bourdieu, le Déhès, le Poujeau, le Sarga, Pomeys, Poumeyrau...

## Histoire
Vers 1050, la seigneurie de Castro-Novo est créée. En 1108, le château de Castel-Nau est construit par Roland de Castro-Novo. Il va appartenir à plusieurs grandes familles : Puy-Paulin, Bordeaux, Grely (Grailly), Foix de Candale, d'Epernon, jusqu'au XVIIe siècle où il sera racheté par messire d'Essenault seigneur d'Issan. Toujours en 1108, la chapelle Jacobi de Castro-Novo est construite non loin du château. Au XVIIIe siècle, la chapelle fut pourvue d'un clocher et devint plus tard l'église Saint-Jacques.
Le dernier baron de Castelnau fut M. de Blazy. Il émigra en 1789, ses biens furent confisqués et vendu 9 100 livres. Le château, passablement en ruine, fut vendu au cordonnier Lasserre. Il procéda à sa démolition et vendit le matériau pour servir à bâtir les maisons cossues de la bourgeoisie naissante.Plus souvent à la taverne qu'à l'atelier, il revendit son bien au notaire Bonnet, qui paracheva sa démolition. Il alla jusqu'à tamiser les fondations pour récupérer la moindre pierre. Aujourd'hui, le seul vestige existant est l'ancienne entrée des écuries, sous la forme d'un long porche, sur la place de l'église.

## Héraldique
| Blason de Castelnau-de-Médoc | Blason  | Écartelé : aux premier et quatrième d’azur à la fasce d’argent (variante : d'or), chargée des inscriptions de sable « Castelnau » au premier et « Médoc » au quatrième, accompagnée de trois besants d'or, aux deuxième et troisième d’azur à la bande d’argent chargée de trois bouterolles de gueules. |
| Blason de Castelnau-de-Médoc | Détails | présent sur le site officiel de la commune |

## Politique et administration

### Liste des maires
| Période                                  | Période   | Identité                | Étiquette         | Qualité |
| ---------------------------------------- | --------- | ----------------------- | ----------------- | --- |
| Les données manquantes sont à compléter. |           |                         |                   | |
| 1796                                     | 1798      | Antoine Damaz           |                   | |
| 1798                                     | 1806      | Pierre Bergeron         |                   | |
| 1806                                     | 1813      | M. Hugon                |                   | |
| 1813                                     | 1823      | Alexis Lafond Ducluzeau |                   | |
| 1823                                     | 1830      | Jean-Pierre Bonnet      |                   | Notaire |
| 1830                                     | 1837      | Antoine Saint-Guirons   |                   | |
| 1837                                     | 1840      | Pierre Bergeron         |                   | |
| 1840                                     | 1848      | Étienne Bacou           |                   | |
| 1848                                     | 1850      | Antoine Saint-Guirons   |                   | |
| 1850                                     | 1864      | Félix Luper Tapie       |                   | |
| 1864                                     | 1876      | Louis Bonnet            |                   | |
| 1876                                     | 1881      | Pierre Auguste Meunier  |                   | |
| 1881                                     | 1913      | Romain Videau           | Républicain       | Vétérinaire Député de la Gironde (1903 → 1906) Conseiller général de Castelnau-de-Médoc (1904 → 1907) Conseiller d'arrondissement (1883 → 1904)     |
| 1913                                     | 1919      | Armand Ozier            |                   | |
| 1919                                     | 1941      | Alfred Maigret          |                   | Notaire à Bordeaux |
| 1941                                     | 1945      | René Barennes           |                   | |
| 1945                                     | 1956      | André Lasserre          |                   | Viticulteur |
| 1956                                     | mars 1965 | Raymond Theil           | CNIP              | Expert comptable |
| mars 1965                                | mars 1971 | Norbert Gerbaud         |                   | |
| mars 1971                                | mars 1983 | Guy Coubris             | DVG               | Commerçant Président de l'Association des jeunes maires de France                                                                                   |
| mars 1983                                | mars 2001 | Robert Georget          |                   | Sylviculteur et président d'une coopérative forestière                                                                                              |
| mars 2001                                | mars 2014 | Jean-Claude Durracq     | PS                | Retraité Vice-président de la CC Médullienne |
| mars 2014                                | En cours  | Éric Arrigoni           | Modem puis Centre | Ancien gérant dans la restauration collective Vice-président de la CC Médullienne (2014 → ) Président du SIAEPA de Castelnau-de-Médoc (2015 → 2020) |

## Démographie
| 1793  | 1800  | 1806  | 1821  | 1831  | 1836  | 1841  | 1846  | 1851  |
| ----- | ----- | ----- | ----- | ----- | ----- | ----- | ----- | ----- |
| 1 105 | 1 008 | 1 193 | 1 078 | 1 123 | 1 200 | 1 211 | 1 307 | 1 369 |

| 1856  | 1861  | 1866  | 1872  | 1876  | 1881  | 1886  | 1891  | 1896  |
| ----- | ----- | ----- | ----- | ----- | ----- | ----- | ----- | ----- |
| 1 444 | 1 520 | 1 590 | 1 645 | 1 721 | 1 753 | 1 699 | 1 669 | 1 653 |

| 1901  | 1906  | 1911  | 1921  | 1926  | 1931  | 1936  | 1946  | 1954  |
| ----- | ----- | ----- | ----- | ----- | ----- | ----- | ----- | ----- |
| 1 679 | 1 679 | 1 621 | 1 517 | 1 419 | 1 366 | 1 292 | 1 208 | 1 316 |

| 1962  | 1968  | 1975  | 1982  | 1990  | 1999  | 2005  | 2006  | 2010  |
| ----- | ----- | ----- | ----- | ----- | ----- | ----- | ----- | ----- |
| 1 388 | 1 573 | 2 148 | 2 621 | 2 773 | 3 165 | 3 580 | 3 697 | 3 728 |

| 2015  | 2020  | 2022  | - | - | - | - | - | - |
| ----- | ----- | ----- | - | - | - | - | - | - |
| 4 560 | 4 820 | 4 850 | - | - | - | - | - | - |

## Économie
- Ancienne scierie O-Dumora.

## Lieux et monuments
- Église Saint-Jacques[30]. Elle est inscrite à l'Inventaire général du patrimoine culturel[31].

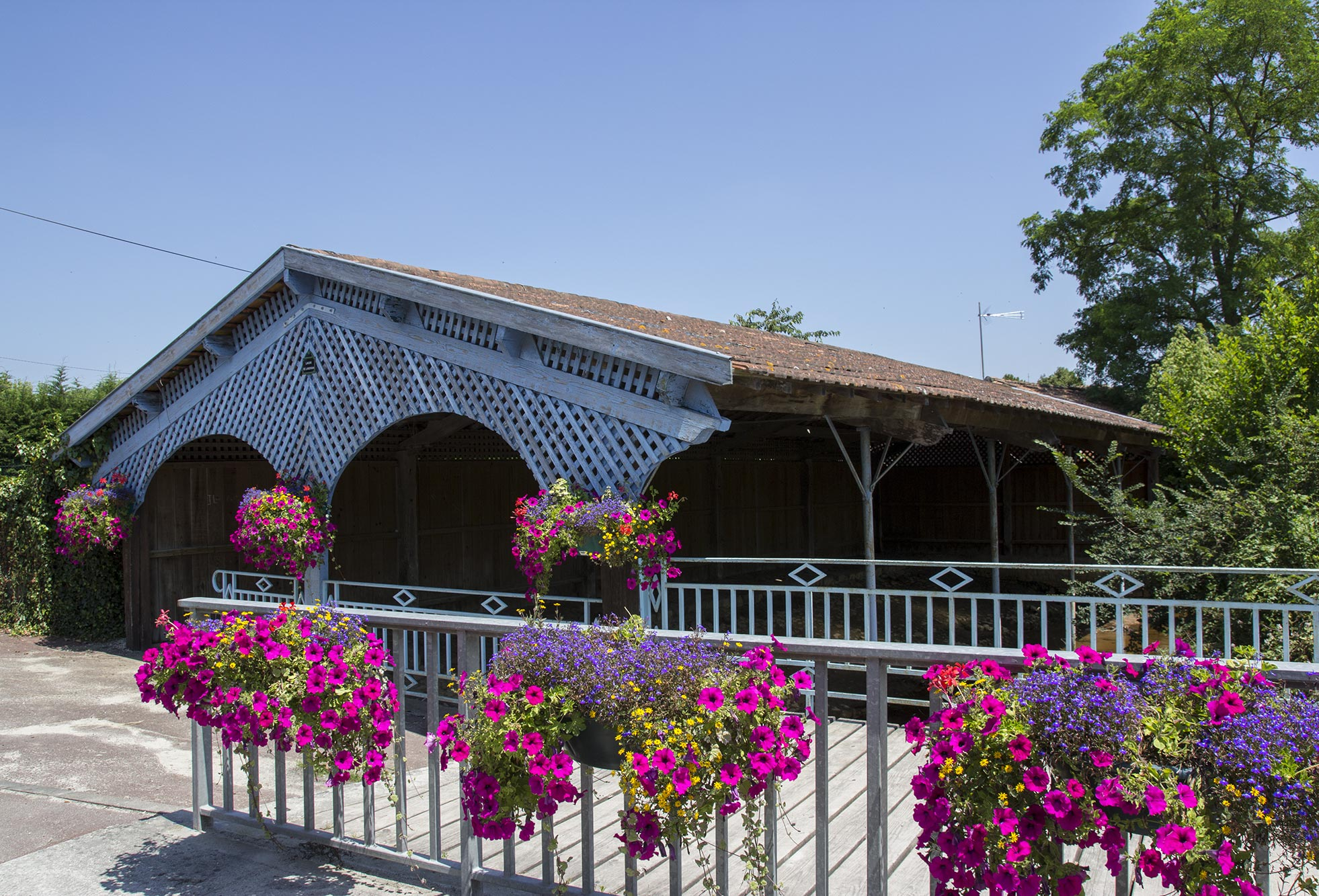
Lavoir de Landiran
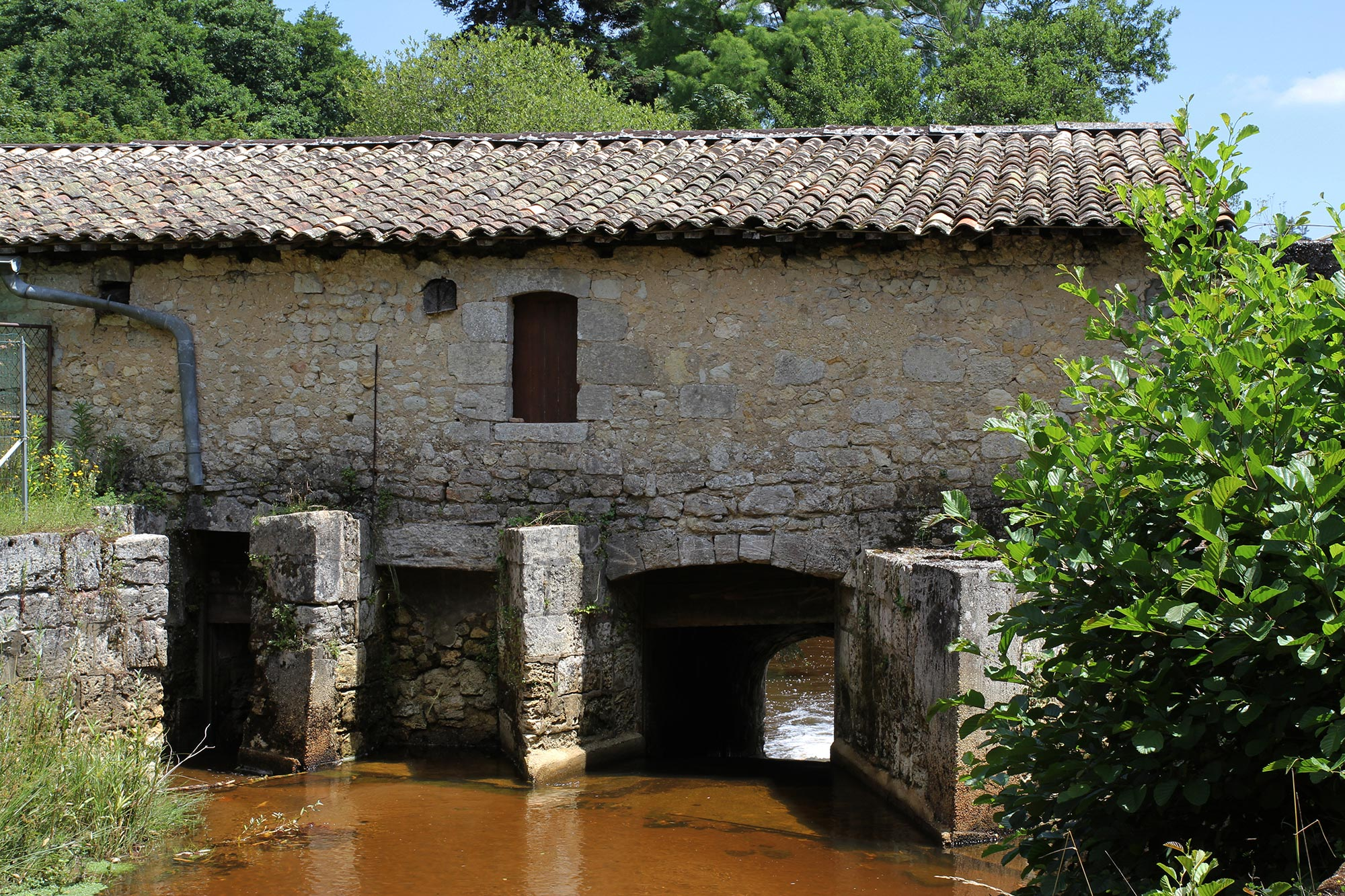
Ancien moulin à eau, l'un des rares vestiges du château
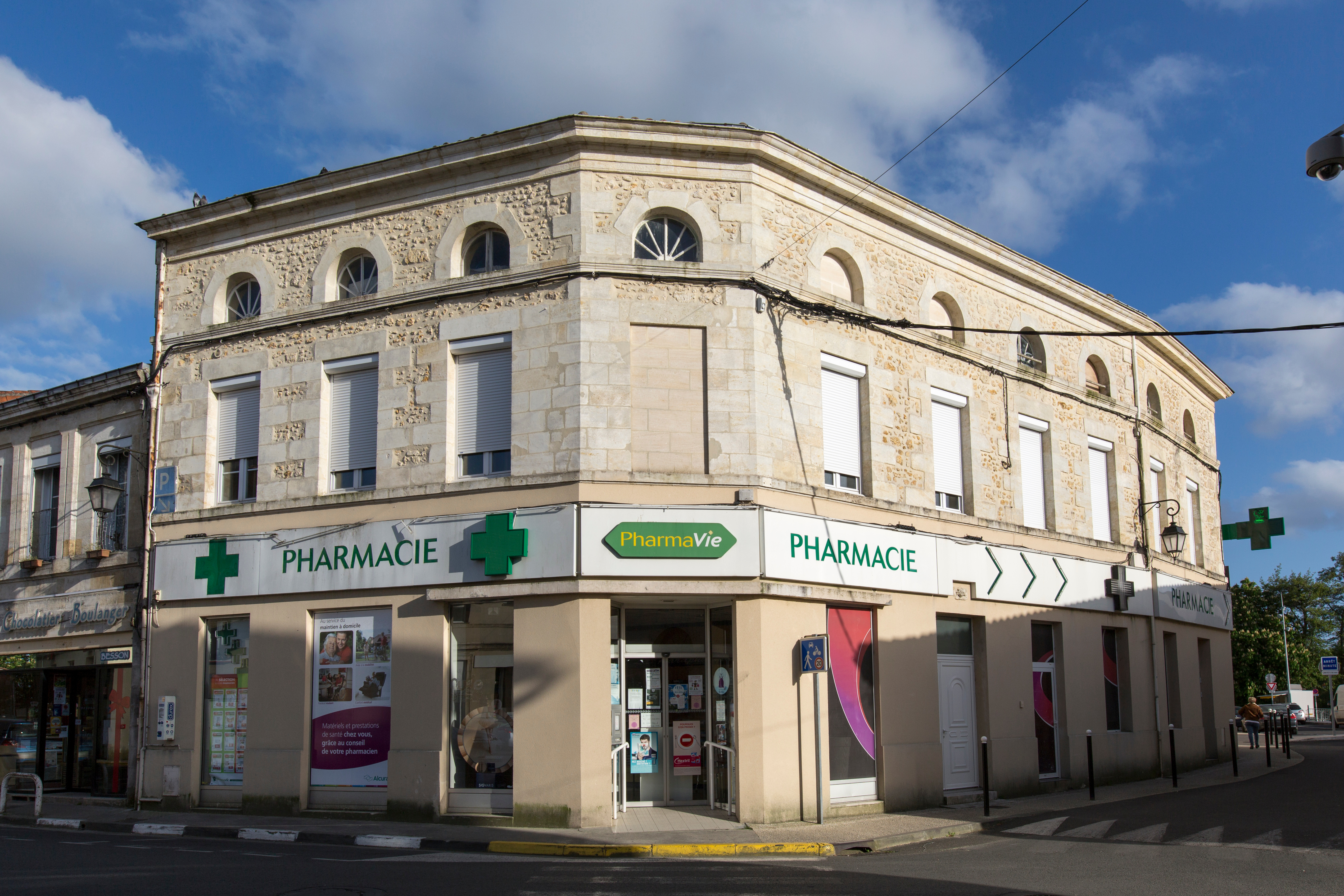
Maison du centre
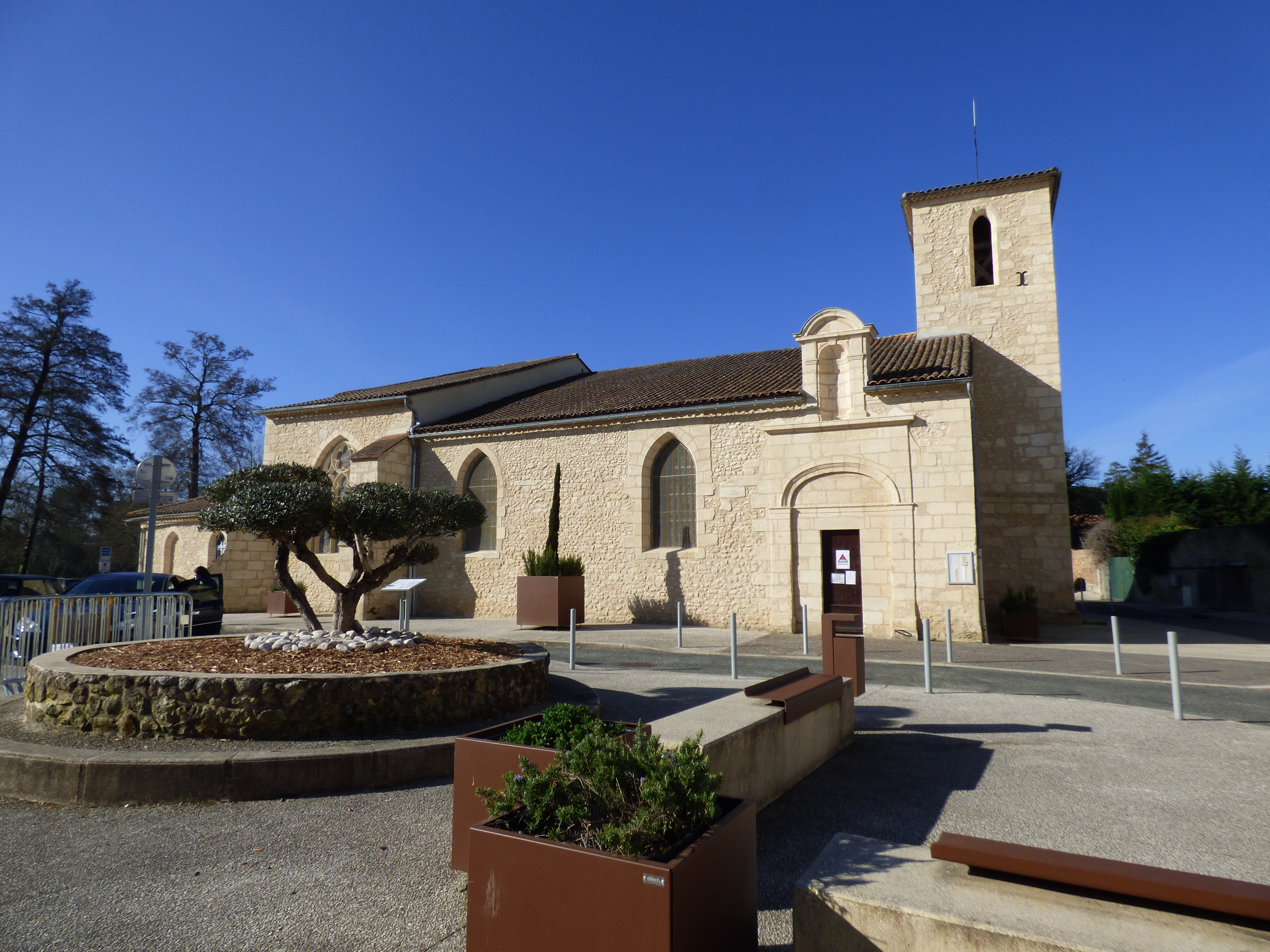
Église de Castelnau-de-Médoc

- Lavoir des Seigneurs
- Château du Foulon
- Château de l'Isle
- Ancien moulin à eau

- Lavoir de Landiran
- Ancien moulin à eau, l'un des rares vestiges du château
- Maison du centre
- Église de Castelnau-de-Médoc

## Activités
- Cache-cache en Médoc à Castelnau-de-Médoc : jeu de piste familial et gratuit à faire en autonomie.
- Parc des Deux Jalles : grand parc où se situent une aire de pique-nique, un skatepark, un terrain multisports

## Vie locale

### Enseignement
L'éducation est assurée dans la commune par une crèche, deux école maternelle, deux école élémentaire et un collège.

### Sports
Équipements :
- Plaine des sports de Canterane,
- Gymnase,
- Salle des raquettes Ronald Agénor,
- Salle de sport
- Skatepark
- Terrain multisports

Castelnau est une ville dotée de très nombreuses associations sportives comportant les sports suivants : gymnastique, football, basket-ball, cyclo-marcheurs, courses à pied, tir à l'arc, pétanque, judo, jujitsu, aïkido, taekwondo, rugby, badminton, tir à la cible, squash, tennis, tennis de table, escalade, danse et yoga.

## Jumelages
Bad Sachsa (Allemagne) depuis 1973

## Personnalités liées à la commune
- Maison d'Armagnac
- Jean de Foix-Candale (ap. 1410–1485), comte de Benauges, mort à Castelnau
- Adrien Achard (1814-1890), ancien député mort à Castelnau
- Romain Videau (1852-1913), homme politique né et décédé à Castelnau-de-Médoc, maire de Castelnau-de-Médoc de 1881 à 1913, député de la Gironde de 1903 à 1906.